# Hostivice-Sadová
Hostivice-Sadová je železniční zastávka na trati z Prahy-Smíchova do Hostivice, která je v úseku od počátku do Prahy-Zličína někdy nazývána též „Pražský Semmering“. Zahájení provozu zastávky se uskutečnilo 1. září 2014. První vlak, jenž zde zastavil, byl ten den ve 4:34 hodin spoj označený Os 25951 vedený motorovým vozem 810.334-3 se strojvedoucím panem Himlem. Ve vlaku cestovaly ještě další dvě osoby. Slavnostní otevření zastávky se uskutečnilo téhož dne, kdy veřejní představitelé sem přijeli motorovými vozy Regionova 814.221-8 a 814.222-6 vyjíždějícím v 11.40 hodin z Prahy hlavního nádraží a do otevírané hostivické zastávky dorazili ve 12.23. Křest provedli středočeský hejtman Miloš Petera a hostivický starosta Jaroslav Kratochvíl pokropením zdejší zastávkové cedule lahví sektu. Po uvedení zastávky do provozu jezdily po trati jednovozové soupravy, ovšem zájem cestujících využívající novou zastávku předčil očekávání, takže po týdnu provozu musely být dva ranní spoje doplněny o přípojný vůz.

## Poloha
Samotná zastávka se nachází ve východní části města, v oblasti zvané „V Čekale“. V těsném sousedství zbudované zastávky se nachází chráněný železniční přejezd, na němž trať křižuje cyklotrasa označená A154 spojující Hostivice s pražskými Řepy.